# مختار بعباع
مختار محمد إبراهيم بعباع، واسمه الحركي المختار صبري بعباع، وكُنيته أبو فراس، (1942 – 21 يوليو 2000)، سياسي وقائد عسكري فلسطيني، ولد في مدينة طولكرم الفلسطينية ونشأ فيها، يعد من رعيل القادة المؤسسين لحركة التحرير الوطني الفلسطيني - فتح، ومن أبرز شخصيات الثورة الفلسطينية المعاصرة، وكان عضوًا في أول لجنة مركزية لحركة فتح، كما كان مسؤولًا عن أجهزة الأمن والاستخبارات في حركة فتح ومنظمة التحرير الفلسطينية، وعُرف بأنه "الذراع اليمنى" لزعيم منظمة فتح ياسر عرفات.

## سيرته
وُلد مختار محمد إبراهيم بعباع في مدينة طولكرم الفلسطينية عام 1942، تلقى تعليمه الابتدائي والإعدادي والثانوي في مدارس مدينته طولكرم، وبعد أن حصل على الثانوية العامة سافر إلى الكويت للعمل هناك.
التقى هناك في الكويت بكل من ياسر عرفات ومحمود عباس وعبد الله الدنان وعادل عبد الكريم ياسين، وساهم معهم من هناك في تأسيس حركة التحرير الوطني الفلسطيني - فتح، فانطلقت الحركة بتاريخ 1 يناير 1965.
مع تأسيس وانطلاقة حركة فتح مطلع عام 1965، اختير بعباع ليكون عضوًا في اللجنة المركزية الأولى للحركة، وقد تكونت اللجنة في حينه من: مختار بعباع وياسر عرفات ومحمود عباس وصلاح خلف وعادل عبد الكريم ياسين وفاروق القدومي وممدوح صيدم وأبو يوسف النجار.
في فبراير 1966 اختارته اللجنة المركزية لحركة فتح لعضوية القيادة العسكرية للحركة التي أُطلق عليها اسم "مجلس الطوارئ لقيادة العمليات العسكرية"، حيث تكون المجلس من سبعة أعضاء بما فيهم مختار بعباع وياسر عرفات، وقد كان تركيز بعباع ينصب على تشكيل الخلايا العسكرية الفلسطينية في الضفة الغربية، كما ربطته علاقة قوية بكل من محمد جهاد العموري وزهير محسن وإحسان سمارة وأبو حلمي الصباريني وآخرين.
انتقل بعباع برفقة ياسر عرفات من الكويت إلى دمشق لقيادة العمل السياسي والعسكري الفلسطيني من هناك، فأقام بعباع هناك في دمشق علاقات جيدة مع مسؤولي حزب البعث العربي الاشتراكي وقيادة الجيش العربي السوري، كما تولى مهمة الاتصال بالسلطات الأمنية السورية.
أسس بعباع برفقة زكريا عبد الرحيم أول جهاز أمني فلسطيني وكان يتبع لحركة فتح وذلك خلال الفترة الممتدة منذ عام 1965 وحتى عام 1967.
في مايو 1966 تفجرت الخلافات بين حركة فتح والسلطات السورية عقب اغتيال النقيب البعثي يوسف عرابي الذي كان مدعومًا من السلطات السورية لقيادة حركة فتح، فأمر وزير الدفاع السوري في حينه حافظ الأسد باعتقال قيادة حركة فتح المتواجدة في سوريا، وبذلك جرى اعتقال كل من مختار بعباع وياسر عرفات وخليل الوزير وزكريا عبد الرحيم في سجن المزة العسكري السوري لمدة ثلاثة أشهر، ثم بعدها أُفرِج عنهم بتدخل وضغط عربي كبيرين.
بعد حرب النكسة في يونيو 1967 عُين مختار بعباع نائبًا لجهاز الرصد الثوري العسكري الفلسطيني واستمر في هذا المنصب حتى فبراير 1968، وفي عام 1969 كُلف برئاسة جهاز الأمن الفلسطيني على الساحة السورية حيث استمر في هذا المنصب حتى عام 1982، كما كان بعباع أحد أبرز قيادات "جهاز الأمن الفلسطيني الموحد" في منظمة التحرير الفلسطينية.
خلال تواجده في سوريا فقد حصل مختار بعباع على شهادة البكالوريوس في الحقوق من جامعة دمشق، كما تزوج هناك من سيدة سورية.
منذ عام 1980 تولى رئاسة اللجنة الفلسطينية الأردنية المشتركة واستمر في ذلك حتى مطلع التسعينات.

## وفاته
توفي مختار بعباع في العاصمة الأردنية عمان بتاريخ 21 يوليو 2000، إثر إصابته بفايروس مفاجئ في الكبد، ودُفِنَ فيها، وقد نعاه الرئيس الفلسطيني ياسر عرفات.

## قالوا عنه
- يقول اللواء الركن الفلسطيني عرابي كلوب عنه: "المختار صبري بعباع (أبو فراس) كان رمزًا للصلابة وقامة وطنية.. نفتخر بسيرته الرائدة النضالية. رجل من رجال فلسطين الأوفياء الذين حملوا هموم وطنهم في غربتهم، ومن رجال الزمن الجميل، مناضل هادئ صامت لم يعرف الكلل ولا الملل، تميز بنضالاته وتضحياته من أجل القضية الوطنية على جميع الأصعدة، وكان مثالًا في كفاءته، إنسانًا متواضعًا ترك أثرًا كبيرًا في نفوس وقلوب أصدقاءه ورفاق دربه".[2]

## وصلات خارجية
- سيرة مختار بعباع، موقع حركة فتح.